# Canal de Marsella al Ródano
El canal de Marsella al Ródano (en francés: canal de Marseille au Rhône) es un canal de navegación de Francia que conecta, en el departamento de Bocas del Ródano, la ciudad de Marsella con Martigues.  Debe su nombre al hecho de que estaba conectado, a través del canal de Caronte, con el antiguo canal de Arles a Port-de-Bouc, estableciendo así un vínculo entre los puertos del norte de Marsella y el puerto fluvial de Arlés en el río Ródano. Este itinerario está ahora cortado por la zona industrial de Fos-sur-Mer. Tenía originalmente un recorrido total de 81 km, desde 1963 solo está parcialmente en uso.

## Historia

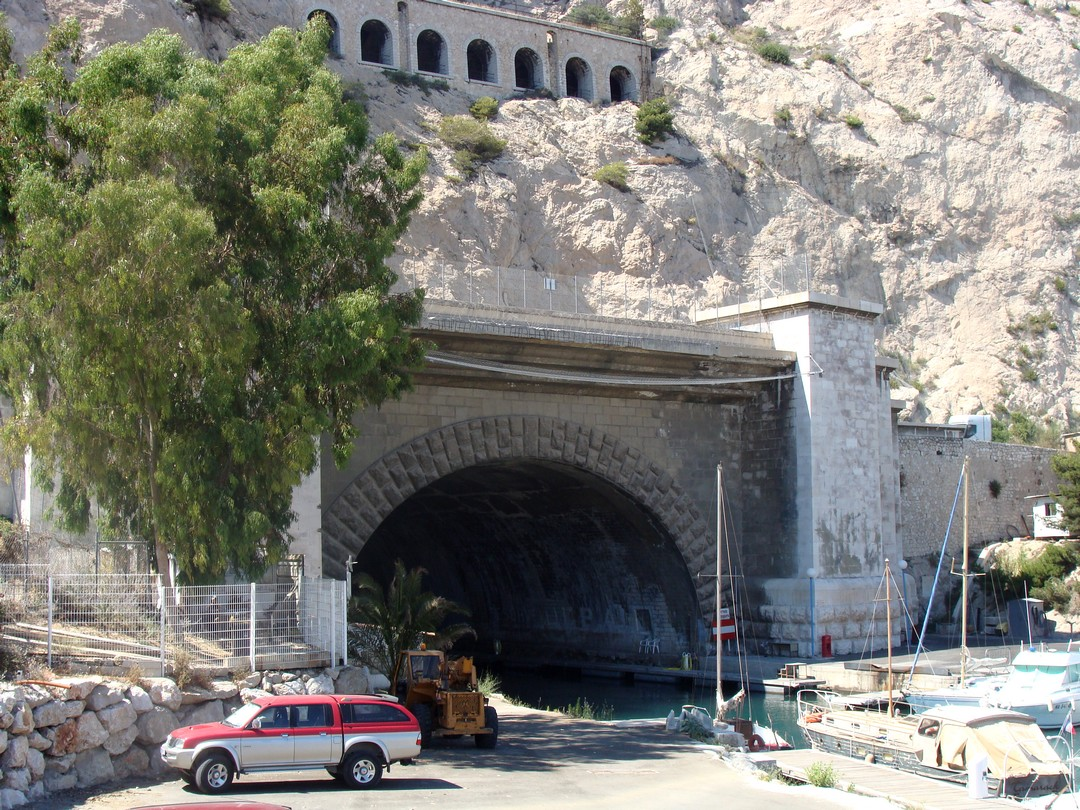
La cabeza sur del túnel del Rove

Históricamente, la vía fluvial fue un medio de comunicación vital entre Marsella y el norte de Francia. Pero el acceso desde Marsella a la desembocadura del Ródano por mar debía hacerse mediante embarcaciones aptas para la navegación marítima, y por lo tanto se requería luego una transferencia una vez que se alcanzaba el río. La idea de construir un canal que uniese Marsella con el Ródano por el interior ya se avanza desde el siglo XVII. La principal dificultad era como atravesar la barrera que constituía la cadena montañosa de l'Estaque, que separa Marsella del Etang de Berre.
La posibilidad de construir un canal con un túnel había sido discutida durante muchos años. La Cámara de Comercio de Marsella encomendó en 1879 al ingeniero Guérard desarrollar una propuesta, pero no se tomó ninguna medida hasta que una ley de 24 de diciembre de 1903 autorizó el proyecto. El plan inicial preveía un túnel de 18 m de ancho, que solo permitiría el tráfico en una única dirección en cualquier momento, pero luego se incrementó hasta 22 m para el tráfico de dos vías a pesar del aumento de los costos. Los trabajos preparatorios comenzaron en 1906. El 7 de mayo de 1916  Marcel Sembat, ministro de Obras Públicas y Joseph Thierry, subsecretario de Estado para la Guerra, inauguraron el túnel del Rove y las dos primeras grúas de Port-de-Bouc. El túnel fue puesto en agua en 1925 y después de muchos retrasos, el canal completo fue finalmente abierto al tráfico en abril de 1927. El 17 de junio de 1963, se produjo un hundimiento en el túnel, que desde entonces ha estado cerrado al tráfico.

## Descripción

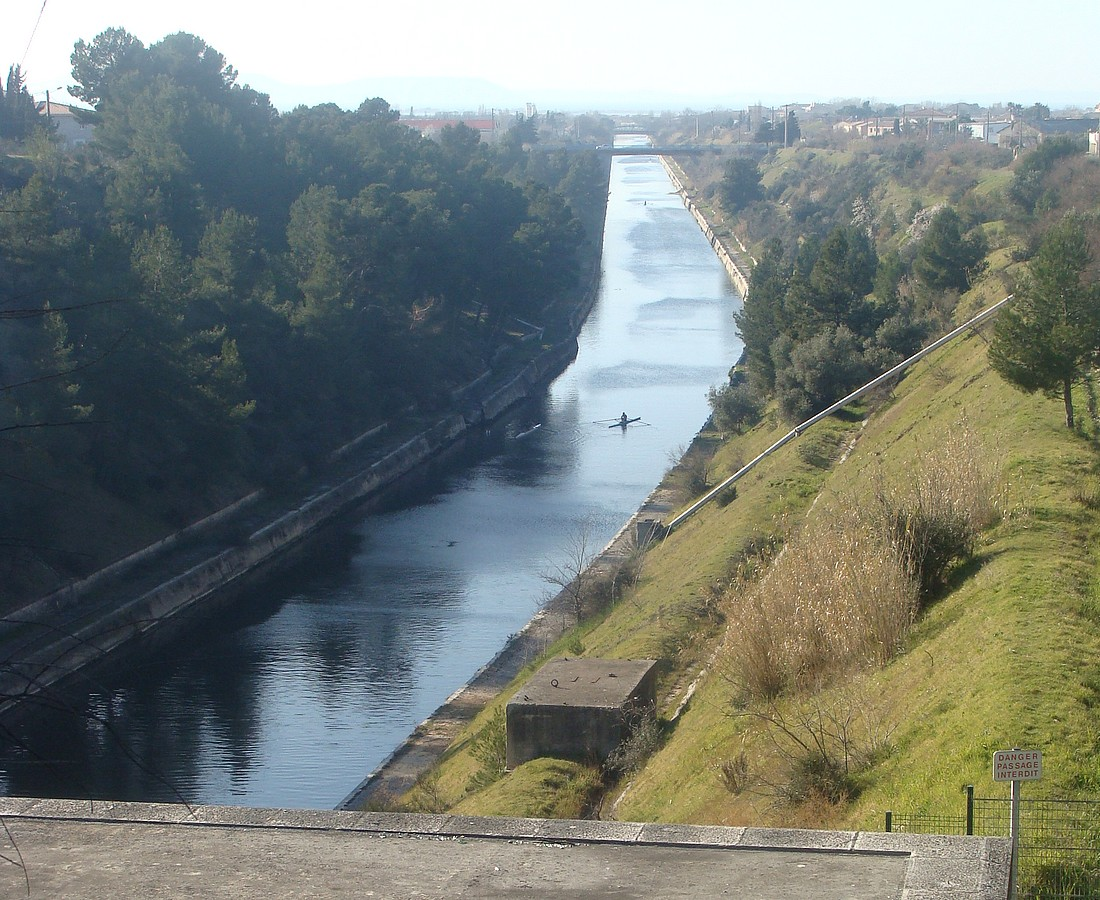
La trinchera de Marignane

### De Marseille a Martigues
El canal de Marsella al Ródano propiamente dicho tiene su origen en el puerto marítimo de L'Estaque, un amplio abrigo gracias a un dique imponente. Discurre un momento a lo largo de la costa, justo hasta el pequeño port de la Lave,  hoy puerto deportivo, y toma a partir de ahí el túnel del Rove, lo que le permitía pasar por debajo de la cadena del Estaque antes del derrumbamiento que lo obstruyó en 1963. Cruza en trinchera la parte sur de la ciudad de Marignane, atravesado solamente por dos puentes, y se une a la orilla sur del étang de Bolmon. Pasa entre este estanque y los «paluns» (marismas) de Marignane y de Châteauneuf-les-Martigues, en el extremo occidental del cordon del Jaï, donde un puente lo cruza. Desde ese punto hasta Martigues, sigue la orilla sur del étang de Berre, del que queda separado por una dique, solo interrumpido en la punta de Mède. A la altura de la refinería está bloqueado por una presa anti-contaminación. Llega a Martigues por el sureste. La longitud de esta ruta es unos 27 km.

### De Martigues a Fos

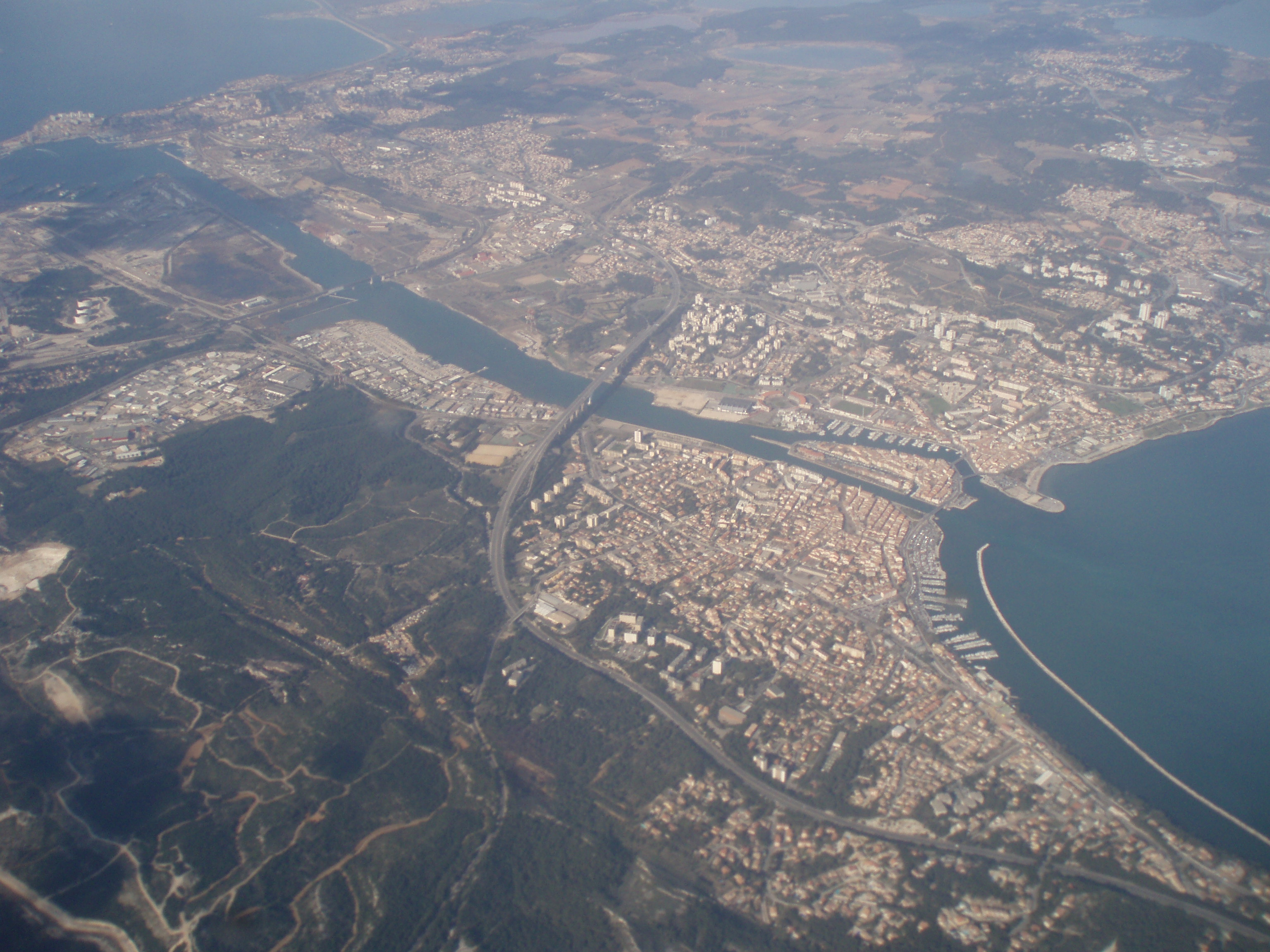
Vista aérea de la travesía de Caronte

El acceso al paso de Caronte se hace por dos brazos que rodean la isla de Martigues: el canal Baussengue, al norte, y el canal Galliffet , al sur. En la entrada de estos canales, se han instalado tres puentes móviles para que el tráfico urbano pueda cruzarlo y todavía permitir el paso ocasional de petroleros que sirven las refinerías de Berre y de la Mède desde el golfo de Fos. Los dos puentes de Ferrières, en el norte, han sido sustituidos por puentes fijos y el puente giratorio de Jonquières, en el sur, por un puente levadizo.  El canal sigue a continuación pasando por debajo de un viaducto de la autopista A55 y bajo el gran puente ferroviario de Caronte, antes de llegar al port de Bouc, en la ribera norte del paso.  Atraviesa la ciudad de  Port-de-Bouc en trinchera, y después sigue en el golfo de Fos unos 4 km, protegido por un gran dique.  Está interrumpido por las instalaciones de la zona industrial de Fos-sur-Mer.  Este tramo asciende a unos 13 km.

### De Fos al Ródano
La sección norte del canal de Arles a Port-de-Bouc todavía está en servicio, gestionada por el estado. Partiendo desde la punta de la gran dársena de la zona de Fos, se orienta N-NO, entre el Gran Ródano y la llanura de la Crau, hasta el puerto fluvial de Arlés.  Este curso cubre un poco más de 30 km. Una rama de 2 km, llamada canal Saint-Louis o canal del Ródano a Fos, se excavó entre el canal a su salida de la zona de Fos y el Ródano a la altura de Salin-de-Giraud.

## Galería de imágenes

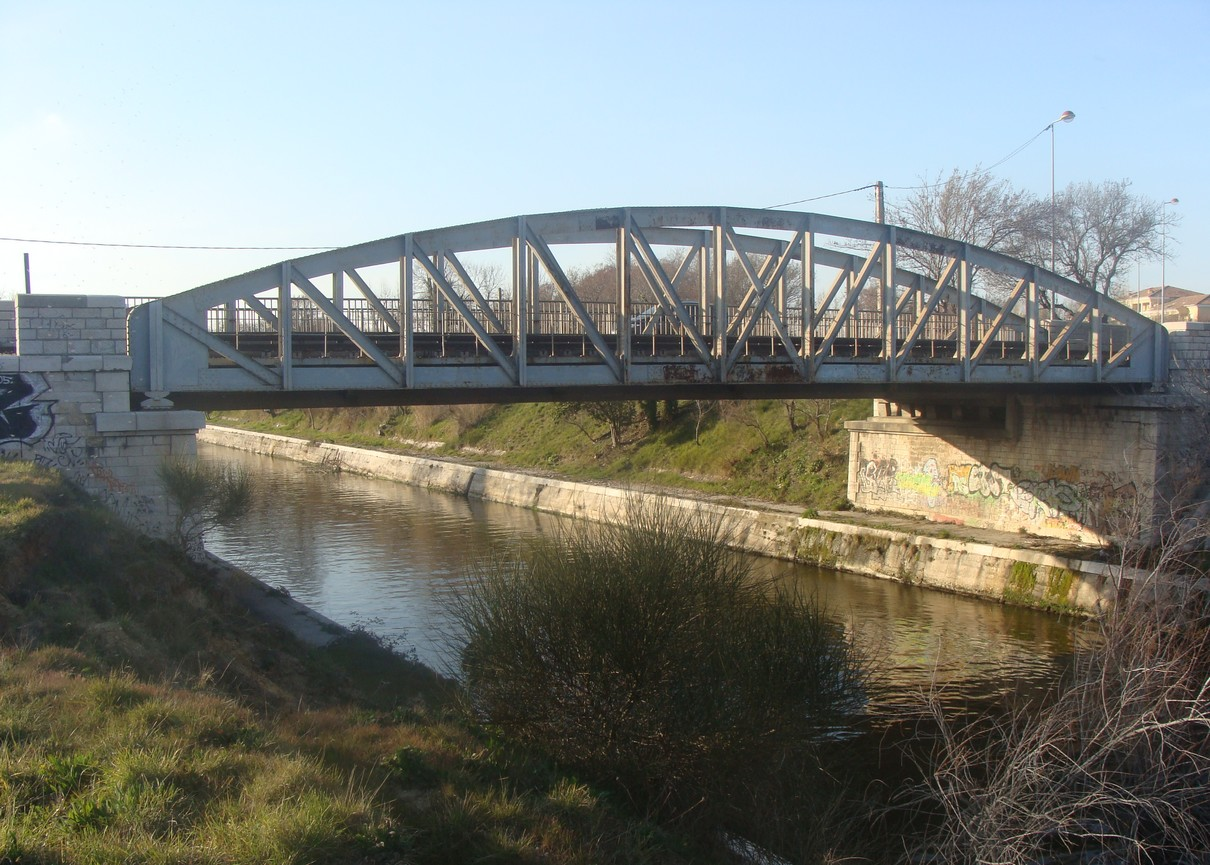
Puente ferroviario en Marignane
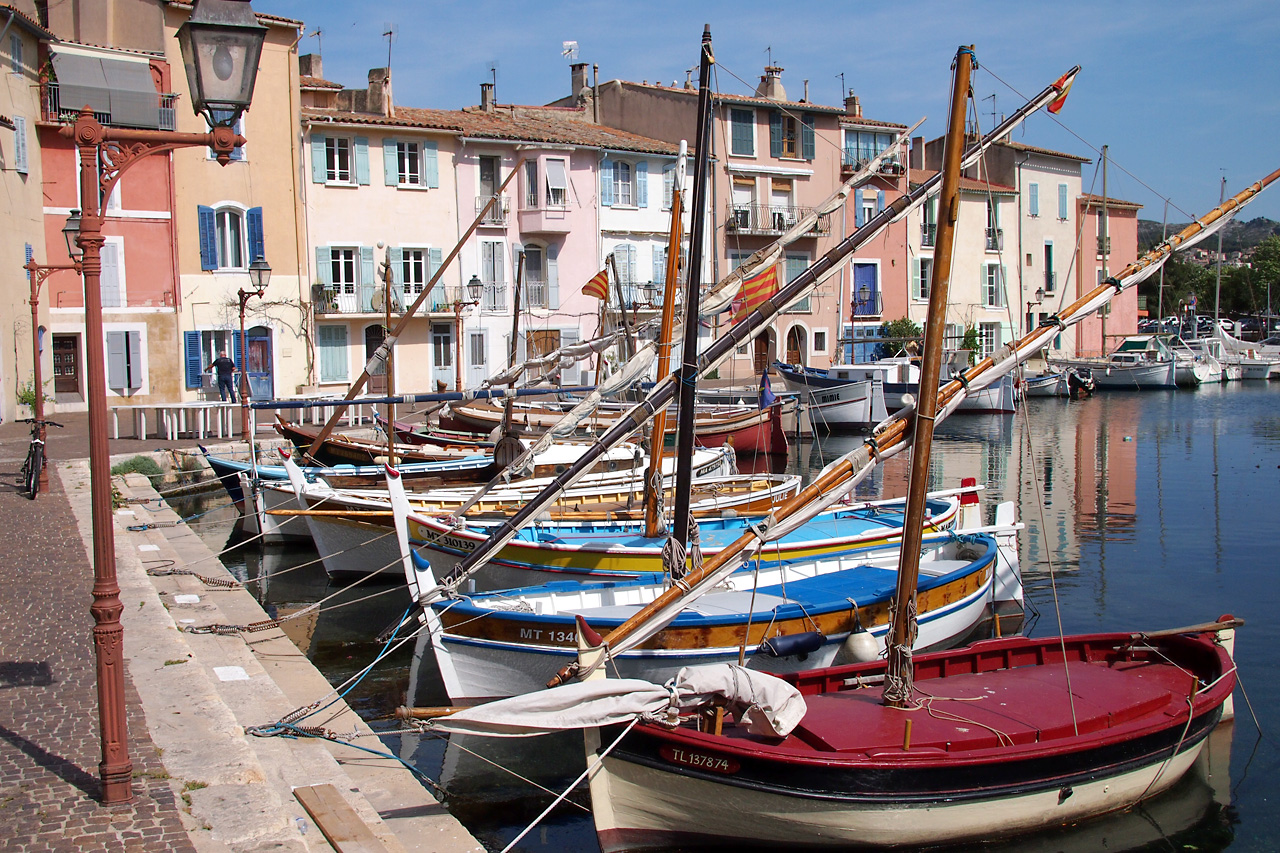
Martigues
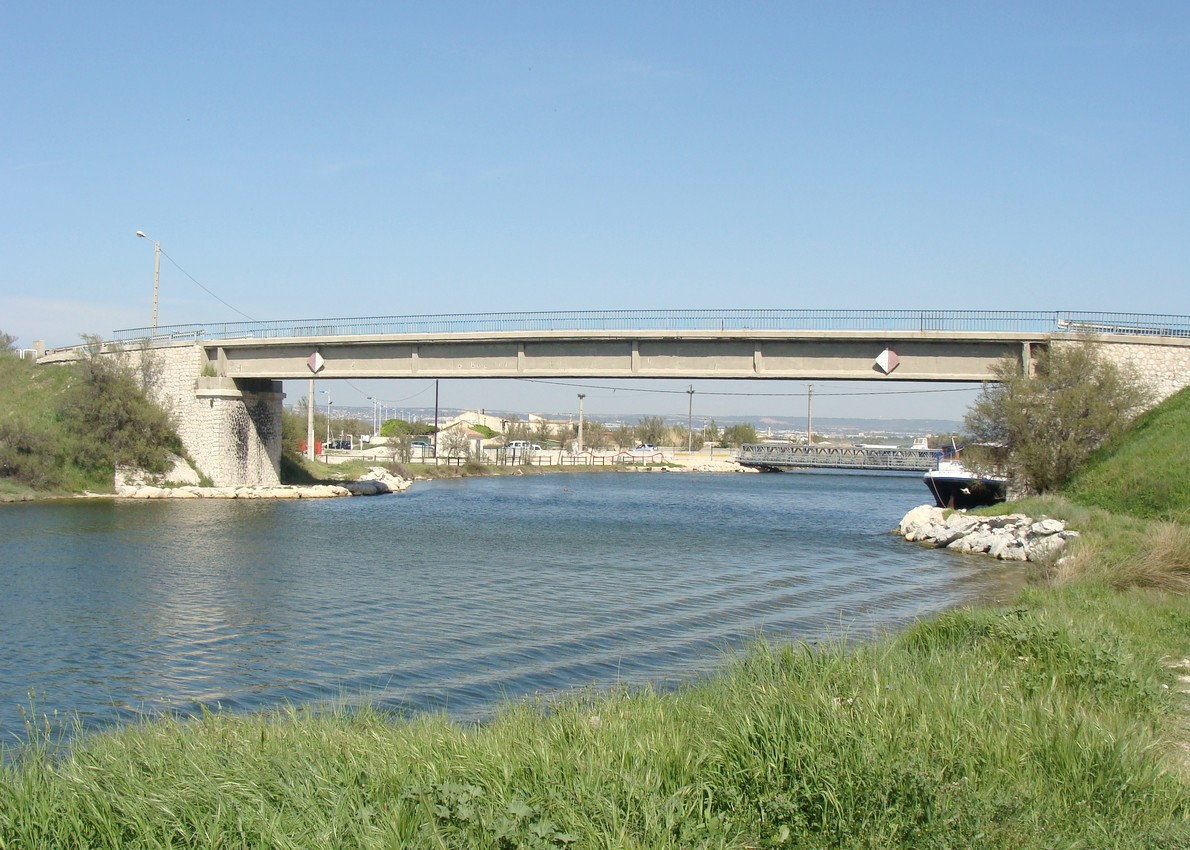
Puente del Jaï en la Palunette